# Valentina Safronova
Pour les articles homonymes, voir Safronov.
Valentina Safronova (russe : Валентина Сафронова ; 1918 – 1er mai 1943) est une partisane soviétique et une agente des renseignements qui s'est engagée dans la reconnaissance et le sabotage jusqu'à sa capture et sa torture à mort par la Gestapo. Le 8 mai 1965, plus de vingt ans après sa mort, elle reçoit à titre posthume le titre d'Héroïne de l'Union soviétique.

## Enfance
Safronova est née en 1918 dans une famille russe dans la ville de Briansk. Après avoir terminé l'école, elle travaille comme cheffe de file d'un détachement de pionniers et plus tard, en tant que superviseure dans une petite banque d'épargne qui a été utilisée comme refuge par les membres de la résistance pendant l'occupation allemande. Elle est également membre du Komsomol.

## Seconde Guerre mondiale
Peu de temps après l'invasion allemande de l'Union soviétique, Safronova commence à travailler en tant qu'agent du renseignement du Détachement de Partisans de Kratsov Briansk. Au début de septembre 1941, elle participe à une mission où son unité est parachutée dans la forêt de Kletnya derrière les lignes ennemies. L'unité s'engage dans plusieurs embuscades et sabotages tout en récoltant des renseignements, l'obligeant à traverser la ligne de front à de nombreuses reprises.
Après la construction d'un nouveau théâtre dans sa ville natale de Briansk par les Allemands, ses collègues partisans et elle concoctent un plan pour perturber la cérémonie d'ouverture. Alors que le maire donne un discours, un membre de l'équipe éteint les lumières pour leur permettre de jeter des brochures anti-allemandes ; après ce bref incident, Safronova se réfugie dans les toilettes. Tout en quittant le théâtre, elle accepte d'être conduite par un officier allemand et utilise cette occasion pour localiser l'emplacement d'un aérodrome allemand ainsi que les types de défenses équipant les avions de la Luftwaffe. Elle profite de ces infos pour être engagée pour déblayer la neige dans l'aérodrome concerné. Safronova relaie l'information aux services secrets qui détruisent cinquante-huit avions et cinq batteries anti-aériennes grâce à ses informations. Plus tard, elle transmet des informations sur les emplacements des dépôts de carburant, les installations de stockage de munitions et les horaires des trains allemands,.
Pendant une de ses missions les plus réussies, un autre partisan et elle s'habillent en officiers allemands pour livrer une caisse de TNT de Moscou vers Briank, utilisée pour l'attaque d'une usine d'assemblage de chars et de véhicules à moteur. Sous sa direction, l'unité augmente de 50 membres et maintient dix planques à travers la ville. L'unité fait dérailler des trains, sabote des voitures et des systèmes de communication, pose des mines antipersonnel et tue des soldats allemands. Finalement, les renseignements militaires allemand acquièrent une photographie de Safronova et intensifient leurs efforts pour l'attraper,.
Après la destruction de la radio des partisans de Briansk en février 1942, une équipe de sept partisans, dont Safronova est la seule femme, sont envoyés à 10 km dans les terres soviétiques, vers Beliov, pour remettre des cartes et des documents importants à l'Armée rouge. Sur la route, ils échappent à des patrouilles de l'armée allemande à deux reprises, marchant dans la neige profonde, et détruisant un champ de fortifications avec une mitrailleuse. Une semaine après la livraison des documents, elle subit une sévère commotion cérébrale à Orel, et est envoyée dans un hôpital soviétique. Peu après avoir récupéré, elle parachute des fournitures aux soldats en territoire occupés aux abords de Moscou. Elle est finalement parachutée dans un détachement et est confrontée à un chasse à l'homme organisée par les soldats allemands ; au cours de la confrontation, Safronova assume la fonction de mitrailleuse,.
Tout au long du printemps 1942, beaucoup de partisans de son unité sont blessés au cours d'intenses combats. Safronova se retrouve à l'hôpital après avoir subi les répercussions de sa précédente blessure à la tête. Alors qu'elle est en convalescence à l'hôpital de Monino, elle apprend qu'on lui a décerné l'Ordre de l'Étoile rouge. Après avoir quitté l'hôpital, elle retourne en territoire sous contrôle soviétique pour récupérer une nouvelle mitrailleuse auprès du Komsomol d'Ivanovo. Elle s'envole alors pour Briansk avec deux autres partisans, dont l'un est son commandant de compagnie, et se perdent dans la forêt en recherchant le reste de leur groupe, qui a dû battre en retraite après de violents combats. Tout en restant dans une vieille maison pour survivre à la froideur hivernale, les trois partisans sont découverts par les forces allemandes et pris en otages. Safronova tente de résister à la capture en tirant sur eux avec sa mitraillette, mais finit par être blessée et perdre conscience. Arrêtée dans le village de Glinnoye, elle est transférée à Gestapo de Briansk. Sa blessure à la tête est traitée par un médecin allemand, dans l'espoir qu'elle se souvienne de plus d'informations, mais elle refuse de prendre les médicaments prescrits. Après l'avoir torturée dans l'espoir qu'elle révèle des informations, elle est tuée par la Gestapo le 1er mai 1943,.

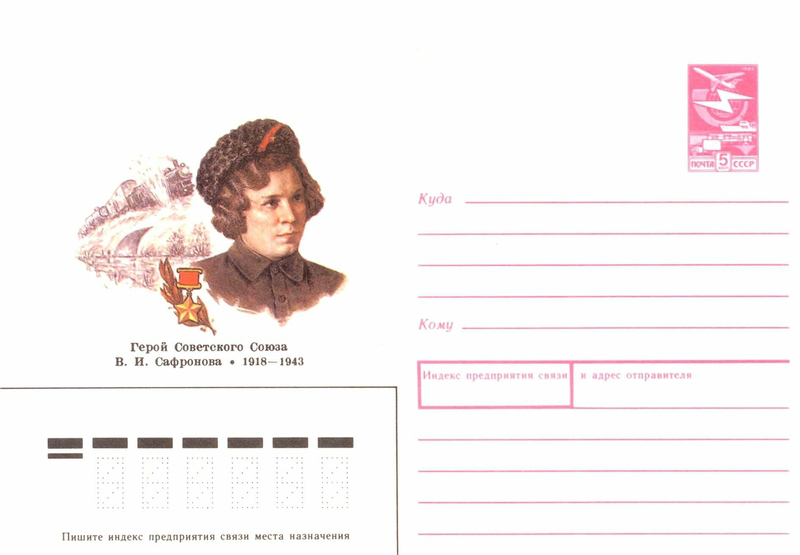
1989 : enveloppe soviétique mettant en vedette Safronova.

## Distinctions
Une rue et une école secondaire de Briansk sont nommées en l'honneur de Safronova. Par le décret du Soviet Suprême, elle reçoit à titre posthume le titre de Héros de l'Union soviétique en 1965, plus de vingt ans après sa mort. En 1970, un monument avec son portrait est érigé à Briansk et, en 1989, une enveloppe soviétique portant son portrait (photo) est émise.